# Presidenti dell'Eurogruppo
Questo è l'elenco dei presidenti dell'Eurogruppo, dalla data della sua istituzione.
| N. | Nome                | Ritratto | Nazione     | Inizio mandato     | Fine mandato    | Note |
| -- | ------------------- | -------- | ----------- | ------------------ | --------------- | ---- |
| 1  | Jean-Claude Juncker |          | Lussemburgo | 1º gennaio 2005    | 20 gennaio 2013 |      |
| 2  | Jeroen Dijsselbloem |          | Paesi Bassi | 21 gennaio 2013    | 12 gennaio 2018 |      |
| 3  | Mário Centeno       |          | Portogallo  | 13 gennaio 2018    | 13 luglio 2020  |      |
| 4  | Paschal Donohoe     |          | Irlanda     | dal 13 luglio 2020 |                 |      |